# Oups ! J'ai encore raté l'arche...
Série
Oups ! J'ai raté l'arche...
(2015)
Pour plus de détails, voir Fiche technique et Distribution.
Oups ! J'ai encore raté l'arche... (Ooops! The Adventure Continues) est un film irlandais réalisé par Toby Genkel et Sean McCormack, sorti en 2020. Il s'agit de la suite de Oups ! J'ai raté l'arche....

## Synopsis
Finny et Leah ont réussi à rejoindre l'arche de Noé mais sont propulsés par-dessus bord et se retrouve à la dérive.

## Fiche technique
- Titre : Oups ! J'ai encore raté l'arche...
- Titre original : Ooops! The Adventure Continues
- Réalisation : Toby Genkel et Sean McCormack
- Scénario : Richie Conroy, Mark Hodkinson, Richie Conroy et Mark Hodkinson
- Musique : Craig Stuart Garfinkle et Eímear Noone
- Montage : Mark Broszeit et Friedolin Dreesen
- Production : Emely Christians, Moe Honan, Jean-Marie Musique et Christine Parisse
- Société de production : Ulysses Filmproduktion, Fabrique d'Images et Moetion Films
- Société de distribution : Paradis Films (France)
- Pays :  Irlande et  Luxembourg
- Genre : Animation, comédie et aventure
- Durée : 85 minutes
- Dates de sortie : 
  - Allemagne : 24 septembre 2020
  - Irlande : 4 décembre 2020
  - France : 20 octobre 2021

## Doublage

### Voix originales
- Max Carolan : Finny
- Ava Connolly : Leah
- Dermot Magennis : Dave
- Tara Flynn : Hazel
- Mary Murray : Patch
- Brendan McDonald : Clyde
- Carly Kane : Jelly
- Alan Stanford : Leonard

### Voix françaises
- Émilie Guillaume: Finny
- Marie Du Bled : Leah
- Aaricia Dubois : Jelly
- Catherine Conet : Hazel
- Sébastien Hébrant : Dave
- Pascal Racan : Lion
- Lorette Goosse : Flamant rose
- Olivier Cuvellier : Chimpanzé
- Bernadette Mouzon : Patch
- Michel Hinderyckx : Clyde

### Voix québécoises
- Frédérique Dufort : Fenny
- Maguarite d'Amour : Leah
- Alice Dely : Gératine
- Christian Perrault : Dave
- Evelyne Gélinas : Hazel
- Pascale Montreuil : Patch
- Tristan Harvey : Clyde
- Bruno Marcil : Léonard
- Philippe Martin : Chimpanzé
- Kim Jalabert : Flamant rose

- Adaptation des Dialogues : Alexis Joubert
- Direction Artistique : Valérie Bocher

## Distinctions
Le film a été nommé au Ivor Novello Award de la meilleure musique de film.

## Box-office
Le film a fait 209 637 entrées en France.